# خدای جنگ: زنجیرهای المپ
خدای جنگ: زنجیرهای المپ (به انگلیسی: God of War: Chains of Olympus) یک بازی ویدئویی در ژانر اکشن ماجراجویی و هک اند اسلش است که توسط ردی ات دان و استودیو سنتا مونیکا توسعه یافته و توسط سونی کامپیوتر انترتینمنت در تاریخ ۴ مارس ۲۰۰۸ برای کنسول بازی دستی پلی‌استیشن همراه منتشر شد. این بازی چهارمین نسخه در سری خدای جنگ است و از لحاظ خط زمانی داستان، دومین بازی به‌شمار می‌رود. این نسخه نیز پیش‌درآمدی برای خدای جنگ اصلی به‌شمار می‌رود. این بازی که کمابیش بر پایهٔ اساطیر یونانی است، در یونان باستان قرار دارد و داستان آن حول انگیزه انتقام می‌چرخد. بازیکن کنترل شخصیت اصلی، کریتوس، یک جنگجوی اسپارتی که به دوازده ایزد المپ‌نشین خدمت می‌کند را در دست می‌گیرد. کریتوس توسط آتنا راهنمایی می‌شود، که به او دستور می‌دهد خدای خورشید هلیوس را پیدا کند زیرا مورفئوس خدای رؤیاها باعث شده‌است که در نبود هلیوس خدایان به خواب سبکی فرو بروند. مورفئوس و ملکهٔ جهان مردگان پرسفونه با استفاده از قدرت خورشید و پشتیبانی تیتان اطلس، قصد ویران کردن ستون جهان و به نوبهٔ خود المپ را دارند.
گیم‌پلی بازی مشابه نسخه‌های پیشین است که بر روی مبارزه‌های کمبو تمرکز دارند که این مبارزه‌ها با استفاده از اسلحهٔ اصلی بازیکن، «تیغه‌های آشوب» و اسلحه‌های فرعی که در طول بازی به دست آورده می‌شوند انجام می‌شوند. این بازی شامل رویدادهای فوری است که نیازمند این است بازیکن در یک زمان مشخص با استفاده از اقدامات مشخص کنترل بازی دشمن‌های قوی‌تر و غول‌های آخر را شکست دهد. بازیکن همچنین می‌تواند از سه حملهٔ جادویی به عنوان روش‌های مبارزه جایگزین استفاده نماید. بازی همچنین شامل عنصرهای معما و سکوبازی است. طرح کلی کنترل‌های بازی برای موازنه کردن آن با دکمه‌های کمتر پلی‌استیشن همراه در مقایسه با دوال‌سنس برای پلی‌استیشن ۲ دوباره پیکربندی شد. راه‌حل‌های برابرسازی کنترل‌های بازی توسط استودیوی ردی ات دان به دست منتقدان ستوده شد است.
زنجیرهای المپ به شدت توسط منتقدان مورد ستایش قرار گرفت و در متاکریتیک و گیم‌رنکینگز سومین امتیاز برتر برای یک بازی منتشرشده بر روی پلی‌استیشن همراه را گرفت. گرافیک بازی به ویژه مورد تحسین قرار گرفت و وان‌یوپی اظهار داشت «این بازی یک شاهکار فنی برای سونی و بی‌گمان زیباترین بازی بر روی این سیستم است». این بازی چندین جایزه برد، از جمله «بهترین بازی اکشن پی‌اس‌پی»، «بهترین فناوری گرافیک» و «بهترین استفاده از صدا». تا ژوئن ۲۰۱۲، این بازی ۳٬۲ میلیون نسخه فروخت که آن را به هفتمین بازی پرفروش پلی‌استیشن همراه تبدیل کرد. این بازی در کنار خدای جنگ: روح اسپارت (۲۰۱۰) در ۱۳ سپتامبر ۲۰۱۱ بازسازی شد و به عنوان بخشی از خدای جنگ: کلکسیون ریشه‌ها برای پلی‌استیشن ۳ منتشر شد. نسخهٔ بازسازی‌شدهٔ بازی همچنین دوباره در ۲۸ اوت ۲۰۱۲ به عنوان بخشی از سرگذشت خدای جنگ برای پلی‌اسیشن ۳ منتشر شد.

## گیم‌پلی
خدای جنگ: زنجیرهای المپ یک بازی ویدئویی تک‌نفره سوم‌شخص است و از دید یک دوربین پابرجا دیده می‌شود. بازیکن کنترل شخصیت کریتوس را بر عهده دارد و با عناصری مانند مبارزه بر پایه کمبو، سکوبازی و معما درگیر است و همچنین با دشمن‌هایی که ریشه در اسطوره‌شناسی یونانی دارند دست و پنجه نرم می‌کند. از جمله این دشمنان می‌توان به سیکلوپ‌ها، گورگون، ساتیر، هارپی، مینوتور، هوپلیت و ابوالهول اشاره کرد. دشمنانی نیز به‌ویژه برای این بازی طراحی شدند، مانند هیولاهای مورفئوس، سایه‌ها، بنشی‌ها، نگهبانان آتش، نگهبانان هایپریون و شوالیه‌های مرگ. عنصرهای سکوبازی بازیکن را مجبور به بالا رفتن از دیوارها، پرش از شکاف‌ها، تاب خوردن بر طناب‌ها و ثابت ایستادن بر روی تیر می‌کند تا بتواند از بخش‌های مختلف بازی عبور کند. برخی از معماهای بازی ساده هستند؛ همانند هل دادن یک جعبه برای رد شدن از گذرگاهی که با یک پرش عادی، رد از آن ممکن نیست. اما معماهای دیگر پیچیده‌تر هستند، مانند پیدا کردن تکه‌های گوناگون در فضاهای بازی برای باز کردن یک در.

### مبارزه‌ها
اسلحهٔ اصلی کریتوس، یعنی شمشیرهای آشوب یک جفت تیغ هستند که دور مچ دست و بازوهای او پیچیده است. بازیکن می‌تواند به شکل‌های گوناگونی تیغه‌ها را برای حمله بچرخاند. با جلو رفتن بازی، کریتوس به اسلحه‌های تازه‌ای مانند سپر خورشید و دستکش زئوس دست پیدا می‌کند که گزینه‌های دیگری برای مبارزه هستند. کریتوس تنها سه قابلیت جادویی یاد می‌گیرد؛ برخلاف نسخه‌های پیشین سری که چهار مورد بود. این جادوها شامل عفریت، نور سپیده‌دم و خشم خارون هستند، که به کریتوس روش‌های مختلفی برای حمله و کشتن دشمنان می‌دهد. او به «اثری» به نام نیزهٔ ترایتون (مشابه نیزه پوزئیدون در خدای جنگ) دست می‌یابد که به او اجازه می‌دهد زیر آب نفس بکشد؛ قابلیتی ناگزیر زیرا بخش‌های زیادی از بازی زیر آب می‌گذرد.
حالت چالش در این بازی، چالش هادس (پنج محاکمه) نام دارد و بازیکنان نیازمند پایان رساندن مجموعه‌ای از کارها هستند (برای نمونه، سوزاندن ۵۰ سرباز با عفریت). این حالت چالش با پایان رسیدن بازی، باز می‌شود. بازیکنان می‌توانند به عنوان جایزه، لباس‌های پاداشی برای کریتوس، ویدیوهای پشت‌صحنه و هنر مفهومی شخصیت‌ها و محیط‌ها را به دست آورند. کامل کردن بازی در هر سطح دشواری، پاداش‌های افزوده در بر دارد.

## بازتاب‌ها
| گردآورنده  | امتیاز |
| ---------- | ------ |
| گیم‌رنکینگز | ۹۱٫۰۶٪ |
| متاکریتیک  | ۹۱/۱۰۰ |

| ناشر                    | امتیاز |
| ----------------------- | ------ |
| وان‌آپ.کام               | ۹٫۵/۱۰ |
| آل‌گیم                   | ۴٫۵/۵  |
| اج                      | ۷/۱۰   |
| الکترونیک گیمینگ مانثلی | ۹٫۴/۱۰ |
| گیم اینفورمر            | ۹/۱۰   |
| گیم‌پرو                  | ۴٫۷۵/۵ |
| آی‌جی‌ان                  | ۹٫۴/۱۰ |
| ایکس پلی                | ۵/۵    |